# Кран (село)
Кран (болг. Кран) — село в Болгарии. Находится в Кырджалийской области, входит в общину Кирково. Население составляет 287 человек.

## Политическая ситуация
В местном кметстве Кран, в состав которого входит Кран, должность кмета (старосты) исполняет Мустафа Ахмед Юсеин (Движение за права и свободы (ДПС)) по результатам выборов правления кметства.
Кмет (мэр) общины Кирково —  Шукран Кязим Идриз (Движение за права и свободы (ДПС)) по результатам выборов в правление общины.